# Светска туристичка организација
Светска туристичка организација  (енгл. World Tourism Organization) је агенција Уједињених нација, која промовише одговоран, одржив и универзално приступачан туризам. Седиште се налази у Мадриду. Светска туристичка организација је најважније глобално тело које се бави сакупљањем и упоређивањем статистичких података везаних за међународни туризам.
Ова организација представља јавни сектор туристичких тела из већине земаља света, а публикације својих података омогућују поређења тока и раста туризма на глобалном нивоу. Састоји се од 160 држава чланица, шест додатних чланица, као и две државе у својству посматрача, које представљају приватни сектор, образовне установе, туристичка удружења и локалне туристичке власти.